# Нолер C.II
Нолер C.II је ловац-извиђач направљен у Аустроугарској. Авион је први пут полетео 1917. године. 

Највећа брзина у хоризонталном лету је износила 240 km/h. Размах крила је био 8,00 метара а дужина 6,35 метара. Маса празног авиона је износила 625 килограма а нормална полетна маса 815 килограма. Био је наоружан са два митраљеза Шварцлозе калибра 8 mm.

## Наоружање
| Наоружање авиона: Нолер        |            |
| Ватрено (стрељачко) наоружање  |            |
| Топ                            |            |
| Митраљез                       |            |
| Број и ознака митраљеза        | 2          |
| Калибар                        | 8          |
| Бомбардерско наоружање (бомбе) |            |
| Класичне авио бомбе            | лаке бомбе |
| Ракетно наоружање (ракете)     |            |